# Kraftwerk Frimmersdorf
Das Kraftwerk Frimmersdorf ist ein stillgelegtes Braunkohlekraftwerk in der Stadt Grevenbroich. Zwischenzeitlich war es eines der größten Kohlekraftwerke in Deutschland und Anfang der 1970er Jahre das größte Braunkohlekraftwerk der Welt. Es liegt unmittelbar am Tagebau Garzweiler im Rheinischen Braunkohlerevier und verfügte ursprünglich über 16 Kraftwerksblöcke. Das Kraftwerksgelände erstreckt sich über eine große Fläche: Die Kraftwerksfront in Richtung der Energiestraße (L375) hat eine Länge von etwa 900 m, das gesamte Werksgelände ist 1,5 km lang und 450 m breit. Die beiden Maschinenhallen gehören aneinandergereiht (ca. 650 m) nach dem stillgelegten Kernkraftwerk Greifswald zu den längsten der Welt. Die Zahl der Kühltürme betrug ursprünglich 36 Stück.
Am 30. September 2021 wurden die letzten beiden Kraftwerksblöcke nach vier Jahren Sicherheitsbereitschaft endgültig stillgelegt. Zum Einsatz gekommen waren sie in dieser Zeit nicht mehr.

## Geschichte

### Kraftwerk Frimmersdorf I

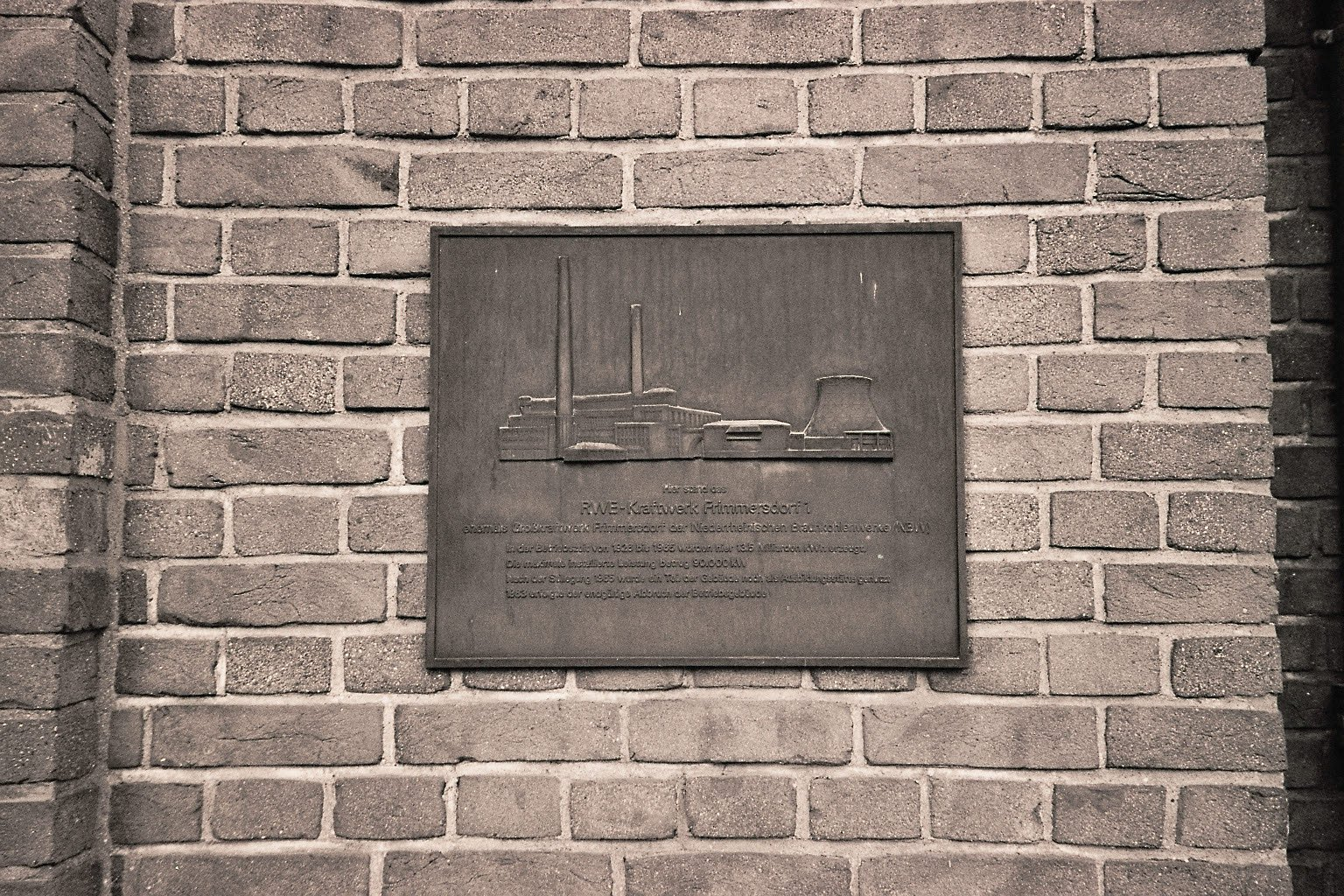
Gedenktafel für das erste in Frimmersdorf errichtete Kraftwerk

Das erste mit Braunkohle gefeuerte Kraftwerk in Frimmersdorf wurde 1926 mit einer Leistung von 10 Megawatt von der Niederrheinischen Braunkohlewerke AG in Rheydt errichtet.
Dieses Kraftwerk stand etwa 1 km südwestlich des heutigen Kraftwerks (II) auf der Westseite der Erft (51° 2′ 47,2″ N, 6° 34′ 5,1″ O). Das Kraftwerk wurde über eine Kettenbahn aus der benachbarten Tagebaugrube Walter (1926 umbenannt in Grube Heck), einem Vorläufer des Tagebaus Garzweiler, mit Kohle versorgt.
1936 erfolgte die Übernahme des Kraftwerks durch die Rheinisch-Westfälische Elektrizitätswerke AG in Essen. Durch verschiedene bauliche Erweiterungen erfolgte eine Leistungssteigerung auf 26 Megawatt.
Nach Zerstörungen im Zweiten Weltkrieg konnte das Kraftwerk erst Ende 1946 wieder ans Netz gehen. Mit der bloßen Wiederherstellung des Vorkriegszustands war es jedoch nicht getan, denn die junge Bundesrepublik verlangte nach sehr viel Strom. So wurde zunächst eine neue Vorschaltanlage mit einem Hochdruckdampfkessel mit 110 bar (500 °C Dampftemperatur) gebaut und über eine neue 30-MW-Turbine den vorhandenen Turbinen mit 14 bar (350 °C Dampftemperatur) vorgeschaltet. Durch diese Maßnahme und der Installation eines neuen Naturzug-Nasskühlturms konnte auch der Wirkungsgrad der Anlage angehoben werden. 1951 war dann nach weiteren Erneuerungen der Endausbau des Kraftwerks mit 90 MW abgeschlossen.
Ab 1954 wurde als Nachfolger von Frimmersdorf I das deutlich leistungsstärkere Kraftwerk Frimmersdorf II gebaut (siehe unten). Im Gegenzug wurde das Kraftwerk I 1964 endgültig abgeschaltet und bis Ende der 1960er-Jahre weitgehend abgerissen. Nur einige Nebengebäude und die elektrische Schaltanlage blieben stehen; sie werden bis heute genutzt (Stand 2007).

### Kraftwerk Frimmersdorf II

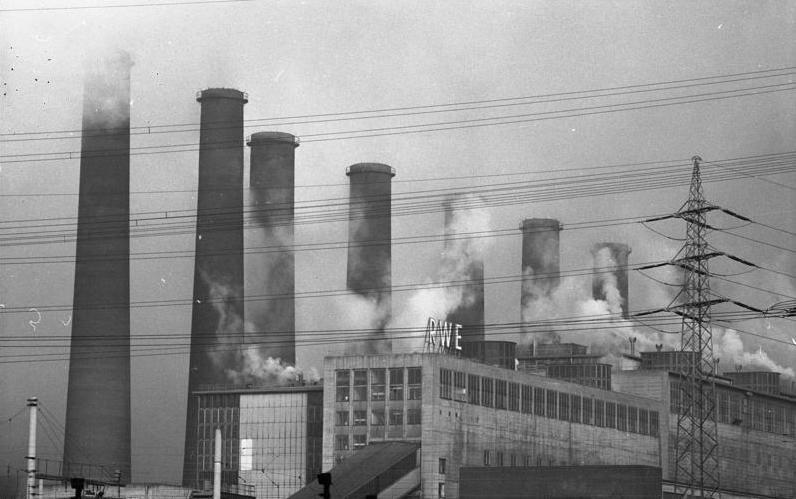
Kraftwerk Frimmersdorf 1974

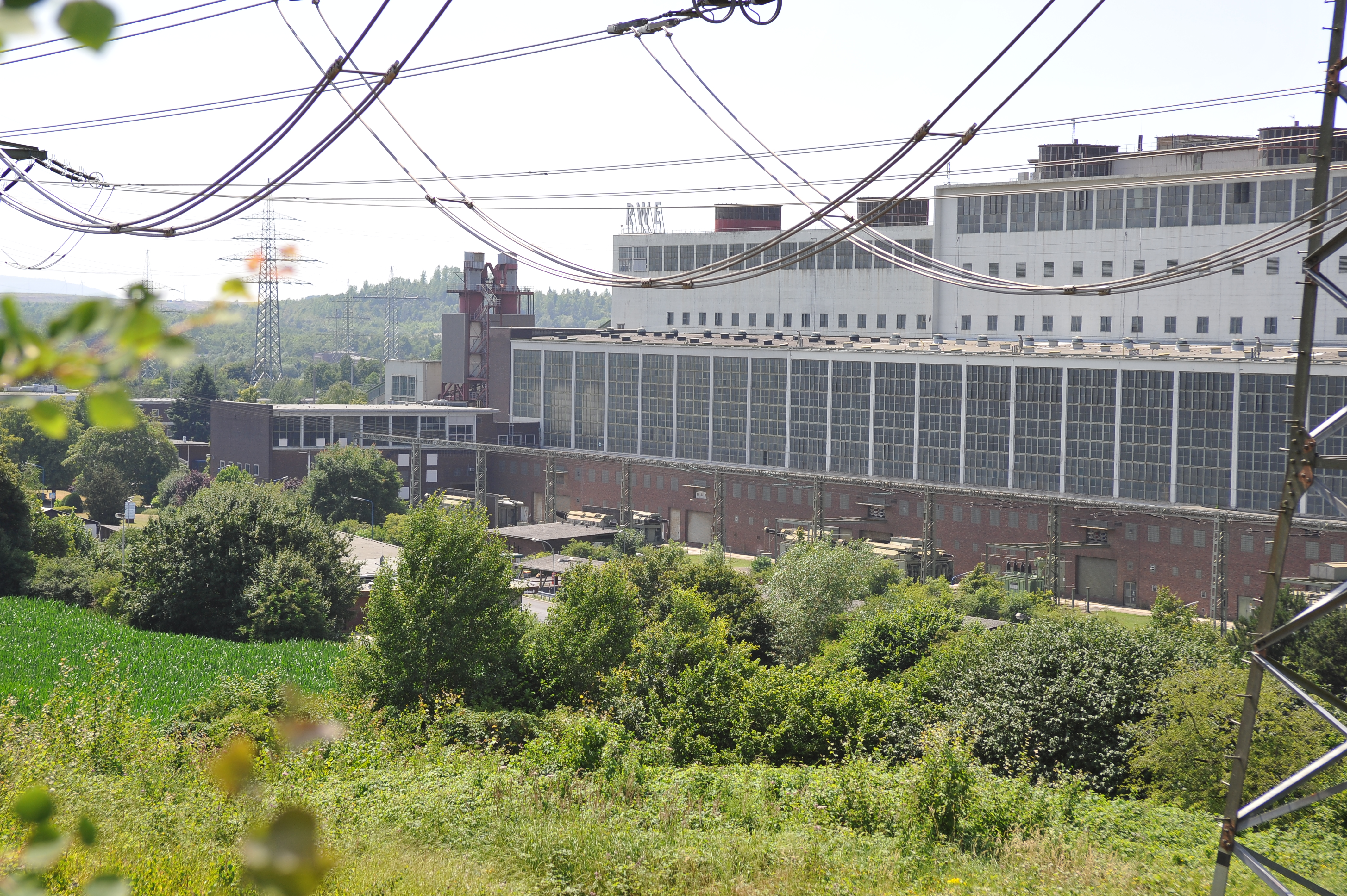
Kraftwerk Frimmersdorf Block A–D

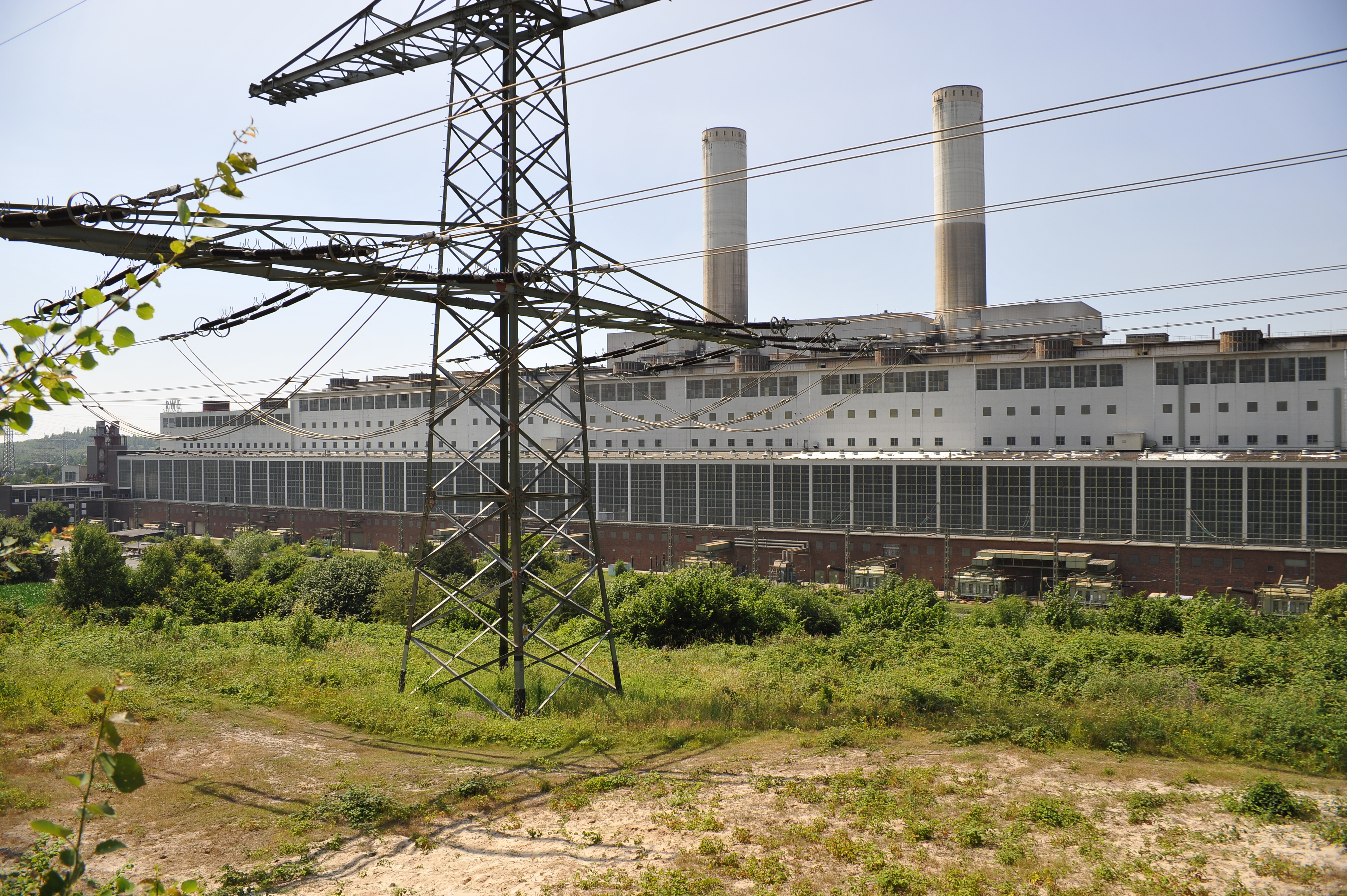
Kraftwerk Frimmersdorf Block A–K

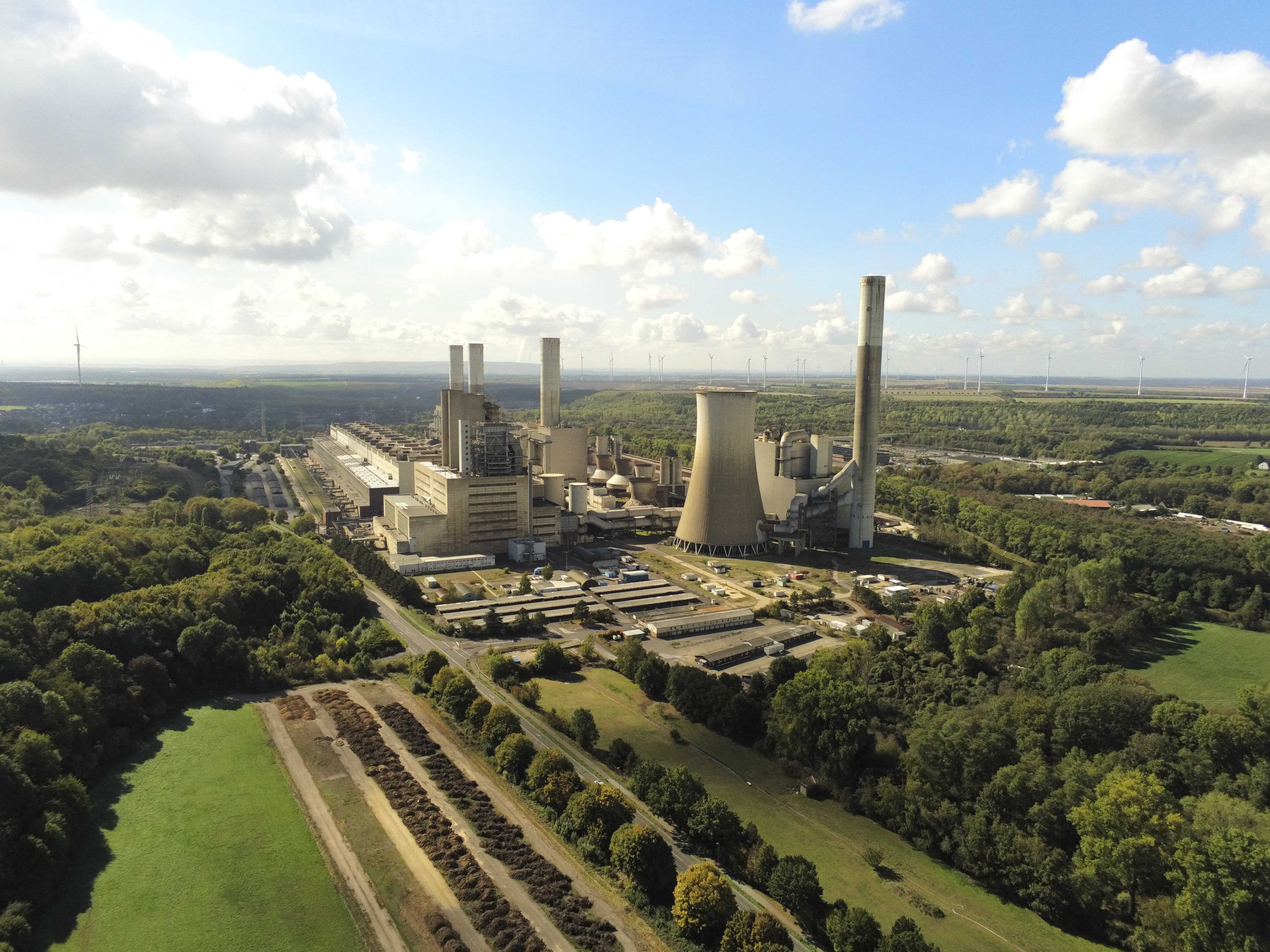
Kraftwerk Frimmersdorf Seitenansicht aus der Luft

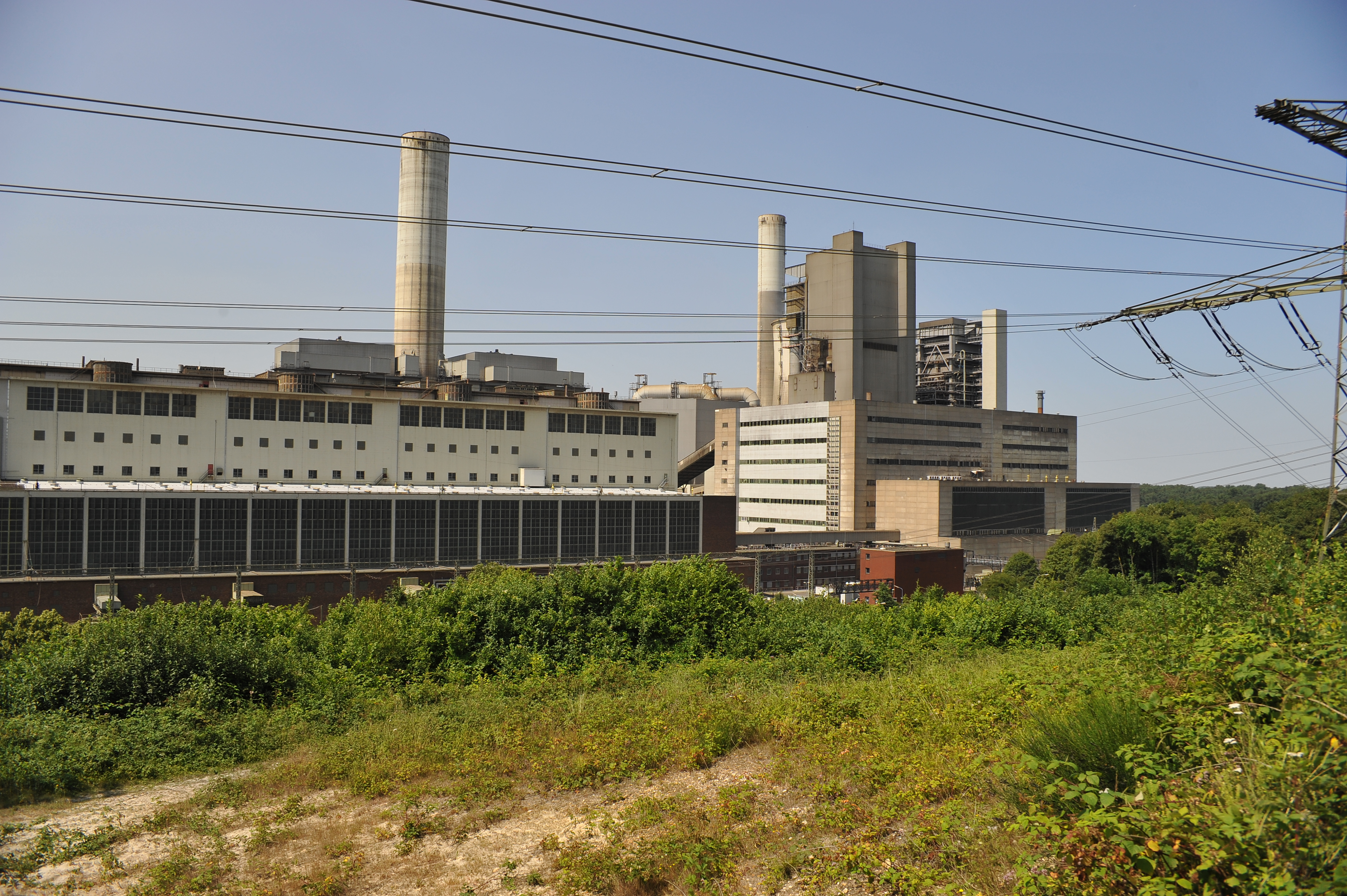
Kraftwerk Frimmersdorf Block L–Q

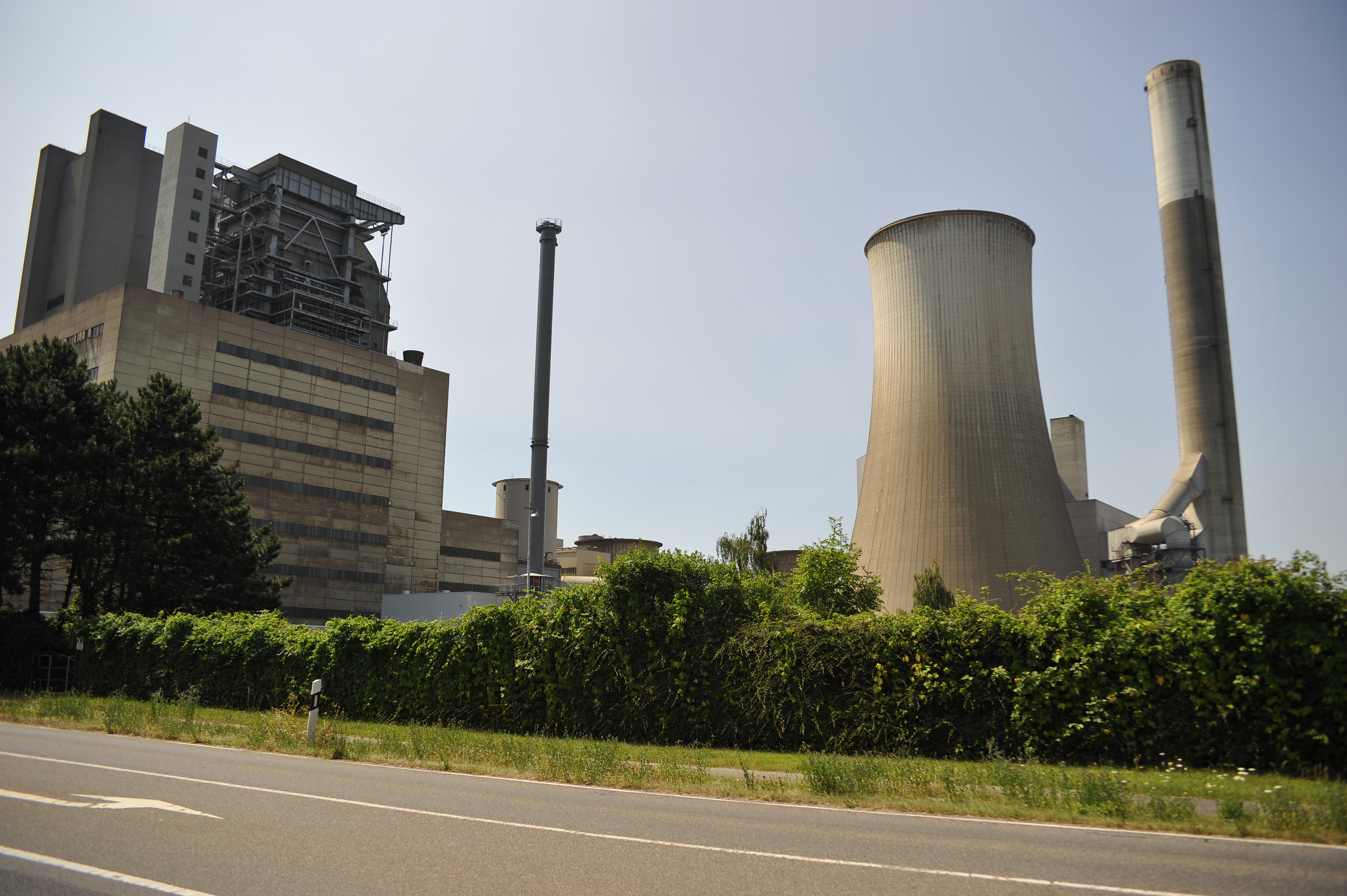
Kraftwerk Frimmersdorf Seitenansicht 300-MW-Block Q

Ab 1. April 1954 wurde mit dem Bau der beiden neuen 100-MW-Blöcke begonnen. Die Blockbauweise entsprach dabei dem neusten Stand der Technik. Kessel, Turbine, Generator und die Rauchgasführung bildeten gemeinsam eine Einheit, somit hatte jeder Kraftwerksblock seine eigene Rauchgasreinigung und einen eigenen Kamin. Am 9. Juli 1955 ging Block A und am 26. August Block B ans Netz. In jedem Block waren der Dampfturbine 2 Dampfkessel mit einer Dampfleistung von je 200 t/h zugeordnet. Doch der wirtschaftliche Aufschwung in der Bundesrepublik erforderte ein weitreichenderen Ausbau der Kraftwerkskapazität. Zusammen mit den Kraftwerken Weisweiler und dann Fortuna (später Kraftwerk Niederaußem) wurde Frimmersdorf durch an den Stand der Technik angepasste Blockanlagen in der Größe von je 150 MW nach und nach bis zunächst 1.200 MW erweitert. Bereits 1957 nahmen die Einheiten C und D mit jeweils nur noch einem Dampfkessel je Dampfturbine ihren Betrieb auf.
1959 folgten E und F mit den dazugehörigen Kühltürmen 7–13 und 1960 die Blöcke G, H und J mit den Kühltürmen 14–20 und einem Kompressorenhaus mit Wasserwarte.
Die ursprünglich projektierten 1.200 MW reichten jedoch nicht aus. Bis 1962 wurden weitere drei 150-MW-Blöcke (K, L und M) mit 7 Kühltürmen zugebaut. Doch die wirtschaftliche Entwicklung auch in der näheren Umgebung der Braunkohlekraftwerke erlebte weitere Aufschwünge, z. B. durch das Erftwerk (Leichtmetallherstellung) oder der Maschinenfabrik Buckau R. Wolf AG, die aus Magdeburg übergesiedelt war. Bis 1964 folgten schließlich noch die Blöcke N und O mit den Kühltürmen 28–31. Das Kraftwerk besaß nun mit 14 Blöcken eine Leistung von 2.000 MW.
Weiter ging es mit innovativer Technik und einer neuen Größenordnung im Kraftwerkskesselbau. Zunächst als reine Monoblockanlage geplant, ging ab 1966 Block P mit 300 MW Leistung ans Netz. Erstmals in der Braunkohle kam ein Turmkessel mit einer Höhe von 108 Metern und einer Dampfleistung von 872 Tonnen pro Stunde mit übereinanderliegenden Überhitzern zum Einsatz, so dass die Rauchgase nicht mehr wie früher quer oder U-förmig geführt werden mussten, sondern thermisch günstig zunächst nur nach oben und nach der Abkühlung fallend geführt werden konnten – eine Auslegung, die seitdem Standard bei Braunkohlekesseln ist.
Das Kraftwerk Frimmersdorf war bereits ab 1966 mit 15 Blöcken und 2.300 MW das größte Wärmekraftwerk der Erde, aber es sollte noch eine Erweiterung stattfinden. Aus dem ursprünglichen Monoblock wurde ein Doppelblock mit weiteren 300 MW auf der Basis eines nochmals optimierten Turmkessels, der auch als Vorbild für die Blöcke A und B des Kraftwerks Neurath dienen sollte. Zur Inbetriebnahme hatte Block Q mit einer Dampfleistung von 972 Tonnen pro Stunde den größten Kessel der Welt mit ungeteiltem Brennraum. Gegenüber Block P, der mit drei vergrößerten Ventilatorkühltürmen ausgestattet war, die von der Technik her den anderen 14 Blöcken entsprachen, wurde der neue Block mit einem 116 Metern hohen Naturzugnasskühlturm betrieben, der zum seinerzeit sehr hohen Wirkungsgrad von über 34 % beitrug, genau wie der Einsatz einer dampfgetriebenen Turbospeisepumpe zur Verringerung des elektrischen Eigenbedarfs. Wegen der optimierten Bauart ist der Kessel nicht so hoch wie sein Vorgänger und war deshalb kostensparend in der Herstellung.
1970 war Frimmersdorf mit einer Leistung von 2.600 MW und 16 Blöcken im Endausbau angelangt und hatte darüber hinaus auch seinen eigenen Rekord um den Titel „größtes Wärmekraftwerk der Welt“ nochmals überboten. Aber nicht nur die Leistung, auch die elektrischen Wirkungsgrade des Kraftwerks hatten beständig zugenommen. Arbeiteten die 100-MW-Blöcke noch mit 25 bis 26 %, so brachten es die 150-MW-Einheiten bereits auf 30–32 % und die 300-MW-Blöcke auf 33–34 %. Zum Vergleich: Das alte Kraftwerk Frimmersdorf I hatte nur einen Wirkungsgrad von etwa 20 %.
In dieser Konfiguration versah das Kraftwerk über 15 Jahre lang im Wesentlichen unverändert seinen Dienst. Erst in den 1980er Jahren sollte sich durch die Verordnung über Großfeuerungsanlagen daran etwas ändern. 1988 erhielten deshalb alle 150- und 300-Megawatt-Blöcke eine Rauchgasentschwefelungsanlage, während die beiden 100-Megawatt-Blöcke am 30. Juni 1988 stillgelegt wurden.
Nach einem Großbrand im zentralen Leitstand war die Stromproduktion des Kraftwerks zwischen Juli und Oktober 2005 für rund drei Monate stark eingeschränkt.
Aufgrund eines Turbinenschadens am Block H wurde dieser 2005 abgeschaltet und diente fortan als Ersatzteillager für die anderen 150-MW-Blöcke. Zudem wurden die drei 150-Megawatt-Blöcke C, D und G zunächst in die Kaltreserve überführt und im November 2011 endgültig stillgelegt. Die Blöcke J und K gingen im März 2012 außer Betrieb.
Die Abschaltung der restlichen 150-Megawatt-Blöcke erfolgte in der Neujahrsnacht 2013, nachdem die neuen Blöcke des Kraftwerkes Neurath in Betrieb gegangen waren. Seit Juli 2014 wurden 7 der 29 Kühltürme, die zwischen 1955 und 1964 gebaut worden waren, wegen Baufälligkeit abgerissen.
Nach dem geplanten Abriss der 100- und 150-MW-Blöcke war das Gelände in der Zwischenzeit für den Bau des ersten BoAplus-Nachfolgers (Braunkohlekraftwerk mit optimierter Anlagentechnik mit 100 % Trockenbraunkohlefeuerung) vorgesehen, das mit einem Wirkungsgrad von 47 bis 48 % einen weiteren Weltrekord aufstellen solle. Dies wurde aber spätestens mit dem Kohleausstieg obsolet.
2017 wurden die Blöcke P und Q vom Netz genommen und stattdessen nach einer Vereinbarung zwischen dem Bundesministerium für Wirtschaft und Energie und den Braunkohlekraftwerksbetreibern RWE, Vattenfall und Mibrag am 1. Oktober 2017 in die sogenannte Sicherheitsbereitschaft überführt. Sie wurden am 30. September 2021 endgültig stillgelegt, waren aber während der vier Jahre Sicherheitsbereitschaft kein einziges Mal zum Einsatz gekommen.
Die einst durch das Kraftwerk mit Fernwärme versorgten Haushalte der Grevenbroicher Stadtteile Frimmersdorf, Gustorf und Gindorf (insgesamt rund 450 Haushalte) waren schon vor Beginn der Sicherheitsbereitschaft an das Fernwärmenetz des Kraftwerks Neurath angeschlossen worden.

## Brennstoffbedarf

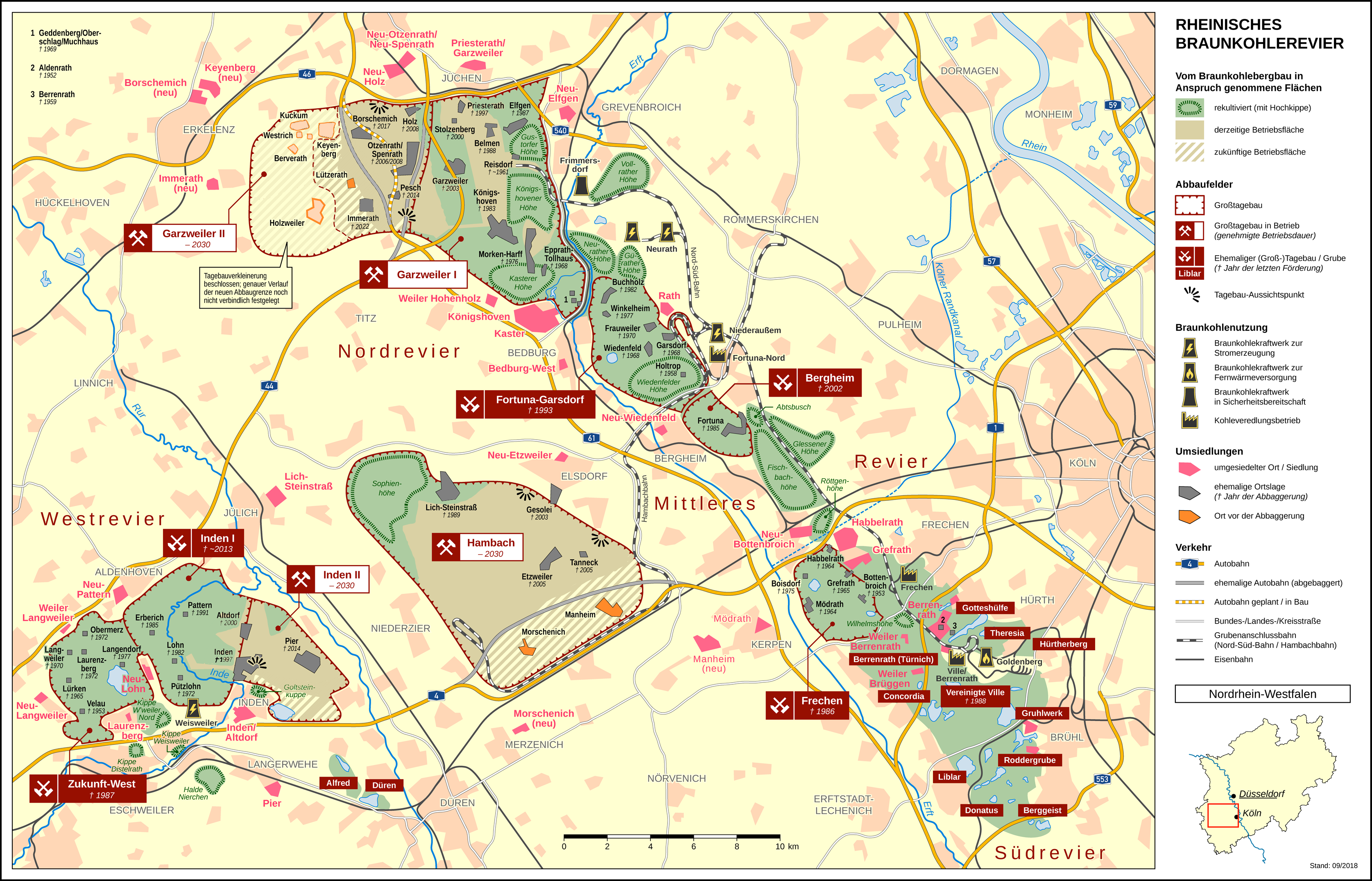
Lage des Kraftwerks Frimmersdorf im Rheinischen Braunkohlerevier

Nach Angaben des Betreibers RWE wurden zwischen 2012 und 2014 jährlich gemittelt 4,4 Millionen Tonnen Braunkohle verfeuert und 3,6 Milliarden Kilowattstunden Strom erzeugt; spezifischer Verbrauch: 1,222 kg/kWh.
Zwischen 2008 und 2011 vor der Stilllegung aller 150-MW-Blöcke lagen die gemittelten Jahreswerte bei 17 Millionen Tonnen Braunkohle und 13,8 Milliarden Kilowattstunden Strom; spezifischer Verbrauch: 1,232 kg/kWh.
Zwischen 2004 und 2006 hatten die Werte noch bei jährlich gemittelten 20,4 Millionen Tonnen Braunkohle gelegen. Umgerechnet sind das etwa 647 Kilogramm Braunkohle pro Sekunde.
Als das Kraftwerk von 1989 bis 2004 noch mit 14 Blöcken in Betrieb war, wurden jährlich gemittelt ca. 22 Millionen Tonnen Braunkohle verfeuert, um daraus ca. 17 Milliarden Kilowattstunden Strom zu erzeugen. Das ergibt einen spezifischen Verbrauch von 1,294 kg/kWh.

## Kamine
Die 150-MW-Blöcke leiteten ihre Rauchgase über drei 160 Meter hohe Kamine ab, wobei je vier Blöcke sich einen Kamin teilten. Der 300-MW-Block P (Paula) leitete seine Rauchgase über einen 200 Meter hohen Kamin ab und der 300-MW-Block Q (Quelle) gab seine Rauchgase über den 116 Meter hohen Kühlturm ab. Bei Störungen in der Rauchgasentschwefelungsanlage leitete der Block Q die Rauchgase ebenfalls über den 200 Meter hohen Kamin ab.

## Blockübersicht

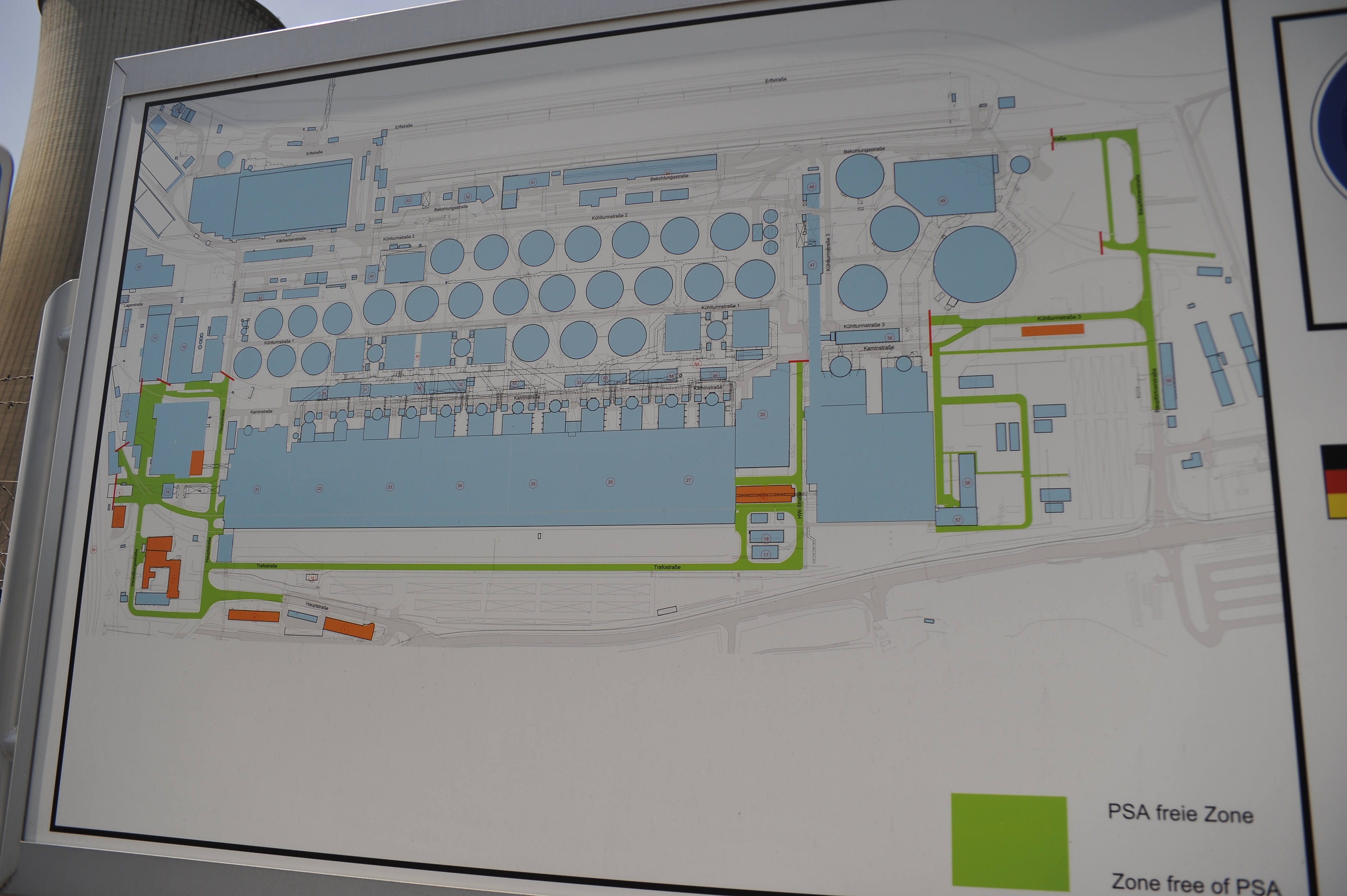
Kraftwerk Frimmersdorf Übersicht

| Block    | elektrische Nettoleistung | Inbetriebnahme | Stilllegung     | Spannungsebene (1) | Netzbetreiber (2) | Schaltanlage (3) |
| -------- | ------------------------- | -------------- | --------------- | ------------------ | ----------------- | ---------------- |
| A        | 90 MW                     | 1955           | 1988            | –                  | –                 | –                |
| B        | 90 MW                     | 1955           | 1988            | –                  | –                 | –                |
| C        | 129 MW                    | 1957           | 2011            | 110 kV             | Westnetz          | –                |
| D        | 130 MW                    | 1957           | 2011            | 110 kV             | Westnetz          | –                |
| E        | 130 MW                    | 1959           | 2012            | 220 kV             | Amprion           | Osterath         |
| F        | 124 MW                    | 1959           | 2011            | 220 kV             | Amprion           | Osterath         |
| G        | 128 MW                    | 1960           | 2012            | 220 kV             | Amprion           | –                |
| H        | 132 MW                    | 1960           | 2012            | 220 kV             | Amprion           | –                |
| J        | 136 MW                    | 1960           | 2012            | 220 kV             | Amprion           | –                |
| K        | 138 MW                    | 1962           | 2012            | 220 kV             | Amprion           | –                |
| L        | 131 MW                    | 1962           | 2012            | 110 kV             | Westnetz          | Frimmersdorf     |
| M        | 138 MW                    | 1962           | 2012            | 110 kV             | Westnetz          | Frimmersdorf     |
| N        | 133 MW                    | 1964           | 2012            | 220 kV             | Amprion           | Gohrpunkt        |
| O        | 135 MW                    | 1964           | 2012            | 220 kV             | Amprion           | Rommerskirchen   |
| P(aula)  | 284 MW                    | 1966           | 1. Oktober 2021 | 220 kV             | Amprion           | Norf             |
| Q(uelle) | 278 MW                    | 1970           | 1. Oktober 2021 | 220 kV             | Amprion           | Rommerskirchen   |
| Summe    | 2336 MW                   | von 1970       | bis 2021        |                    |                   |                  |

## Kontroverse um Emissionen von Schadstoffen und Treibhausgasen

CO_{2}-Emissionen des Kohlekraftwerks Frimmersdorf

Kraftwerkskritiker bemängelten am Kraftwerk Frimmersdorf die hohen Emissionen an Stickstoffoxiden, Schwefeloxiden, Quecksilber und Feinstaub, an dem Krebs erzeugende Substanzen (Blei, Cadmium, Nickel, PAK, Dioxine und Furane) haften könne. Eine von Greenpeace bei der Universität Stuttgart in Auftrag gegebene Studie kam 2013 zu dem Ergebnis, dass die vom Kraftwerk Frimmersdorf 2010 ausgestoßenen Feinstäube und die aus Schwefeldioxid-, Stickoxid- und NMVOC-Emissionen gebildeten sekundären Feinstäube des Kraftwerks statistisch zu 1.754 verlorenen Lebensjahren und 37.182 verlorenen Arbeitstagen pro Jahr führten. Greenpeace hatte daraus 164 vorzeitige Todesfälle abgeleitet. Auf der Liste der „gesundheitsschädlichsten Kohlekraftwerke Deutschlands“ rangiert das Kraftwerk Frimmersdorf daher auf Platz 5. Die Greenpeace-Studie war wegen der Berechnung der Anzahl vorzeitiger Todesfälle aus ermittelten verlorenen Lebensjahren seitens der Kraftwerksbetreiber als irreführend bezeichnet worden.
Außerdem standen angesichts des Klimawandels die besonders hohen CO2-Emissionen des Kraftwerks in der Kritik. Auf der im Mai 2007 vom WWF herausgegebenen Liste der klimaschädlichsten Kraftwerke in der EU rangierte das Kraftwerk Frimmersdorf im Jahr 2006 auf Rang 5 in Europa und auf Rang 3 in Deutschland (1187 g CO2 pro Kilowattstunde) nach den Kraftwerken Niederaußem und Jänschwalde. In absoluten Zahlen hatte das Kraftwerk Frimmersdorf im Jahr 2006 den fünfthöchsten Kohlendioxid-Ausstoß in Europa nach dem Kraftwerk Bełchatów (Polen), den Kraftwerken Niederaußem, Jänschwalde (Deutschland) und dem Kraftwerk Drax (England).
Das Kraftwerk Frimmersdorf meldete folgende Emissionen im europäischen Schadstoffregister PRTR:
| Luftschadstoff                           | 2007              | 2008              | 2009              | 2010              | 2011              | 2012             | 2013             | 2014             | 2015             | 2016             |
| ---------------------------------------- | ----------------- | ----------------- | ----------------- | ----------------- | ----------------- | ---------------- | ---------------- | ---------------- | ---------------- | ---------------- |
| Kohlendioxid (CO2)                       | 19.599.600.000 kg | 18.599.300.000 kg | 16.808.300.000 kg | 14.400.000.000 kg | 15.200.000.000 kg | 9.040.000.000 kg | 4.280.000.000 kg | 4.450.000.000 kg | 4.750.000.000 kg | 4.350.000.000 kg |
| Stickstoffoxide (NOx/NO2)                | 13.135.200 kg     | 12.047.300 kg     | 10.458.600 kg     | 9.070.000 kg      | 9.730.000 kg      | 5.750.000 kg     | 2.780.000 kg     | 3.030.000 kg     | 3.000.000 kg     | 2.760.000 kg     |
| Kohlenmonoxid (CO)                       | 9.590.000 kg      | 8.390.000 kg      | 7.460.000 kg      | 6.240.000 kg      | 6.940.000 kg      | 4.090.000 kg     | 1.720.000 kg     | 1.670.000 kg     | 1.660.000 kg     | 1.740.000 kg     |
| Schwefeldioxide (als SOx/SO2)            | 10.485.400 kg     | 6.503.600 kg      | 5.276.700 kg      | 5.620.000 kg      | 4.860.000 kg      | 2.480.000 kg     | 1.210.000 kg     | 1.490.000 kg     | 1.140.000 kg     | 884.000 kg       |
| Feinstaub (PM10)                         | 497.000 kg        | 332.000 kg        | 289.000 kg        | 257.000 kg        | 253.000 kg        | 175.000 kg       | 89.000 kg        | 70.600 kg        | 79.700 kg        | 85.400 kg        |
| Anorganische Chlorverbindungen (als HCl) | 112.355 kg        | 126.033 kg        | 101.662 kg        | 86.900 kg         | 92.500 kg         | 54.500 kg        | 38.200 kg        | 12.400 kg        | 16.900 kg        | 15.500 kg        |
| Anorganische Fluorverbindungen (als HF)  | 9.130 kg          | 7.590 kg          | 7.990 kg          | 6.820 kg          | 5.430 kg          | < 5.000 kg       | < 5.000 kg       | < 5.000 kg       | < 5.000 kg       | < 5.000 kg       |
| Quecksilber und Verbindungen (als Hg)    | 253 kg            | 221 kg            | 200 kg            | 153 kg            | 196 kg            | 119 kg           | 68,6 kg          | 79,1 kg          | 95,9 kg          | 64,1 kg          |
| Arsen und Verbindungen (als As)          | 35,1 kg           | 68,2 kg           | 39,8 kg           | 35,7 kg           | 38,0 kg           | < 20 kg          | < 20 kg          | < 20 kg          | < 20 kg          | < 20 kg          |

Weitere typische Schadstoffemissionen wurden nicht berichtet, da sie im PRTR erst ab einer jährlichen Mindestmenge meldepflichtig sind, z. B. Dioxine und Furane ab 0,0001 kg, Cadmium ab 10 kg, Arsen ab 20 kg, Nickel ab 50 kg, Chrom sowie Kupfer ab 100 kg, Blei ab 200 kg, Zink ab 200 kg, Fluor und anorganische Fluorverbindungen ab 5.000 kg, Ammoniak sowie Lachgas (N2O) ab 10.000 kg, flüchtige organische Verbindungen außer Methan (NMVOC) ab 100.000 kg.
Die Europäische Umweltagentur schätzte im Jahr 2011 die Kosten der Umwelt- und Gesundheitsschäden der 28.000 größten Industrieanlagen in der Europa anhand der im PRTR gemeldeten Emissionsdaten des Jahres 2009 mit den wissenschaftlichen Methoden der Europäischen Kommission ab. Danach verursachte das Kraftwerk Frimmersdorf die neunthöchsten Schadenskosten aller europäischen Industrieanlagen.
| Verursacher            | Schadenskosten | Einheit         | Anteil    |
| ---------------------- | -------------- | --------------- | --------- |
| Kraftwerk Frimmersdorf | 742–1051       | Millionen Euro  | 0,6–0,7 % |
| Summe 28.000 Anlagen   | 102–169        | Milliarden Euro | 100 %     |

## Nachnutzung und Rückbau
Nach der endgültigen Stilllegung plante RWE zunächst den vollständigen Rückbau des Kraftwerks Frimmersdorf und auf dem 70 Hektar großem Gelände die Entwicklung eines Gewerbegebiets mit vielen Arbeitsplätzen. Der Landschaftsverband Rheinland wollte das Kraftwerk hingegen unter Denkmalschutz stellen. Nach einem Ideenwettbewerb präsentierten RWE, das Ministerium für Heimat, Kommunales, Bau und Digitalisierung des Landes Nordrhein-Westfalen vertreten durch Ina Scharrenbach, der Rhein-Kreis Neuss und die Stadt Grevenbroich im Januar 2024 Einzelheiten der künftigen Nutzung des Standorts. In dem Maschinenhaus sollen 110.000 Quadratmeter Nutzfläche für Büros, Labore sowie Besprechungs- und Seminarräume entstehen. In anderen Gebäuden sind unter anderem ein Rechenzentrum für den Landesbetrieb Information und Technik Nordrhein-Westfalen und ein Innovations- und Bildungscampus für Informationssicherheit der öffentlichen Verwaltung geplant. Der Abbruch von Gebäuden und Anlagen, die Entkernung des zentralen Kraftwerkbaus und seine denkmalgerechte Sanierung sollen 2029 abgeschlossen sein. Außerhalb des denkmalgeschützten Bereichs bleibt Platz für Gewerbeansiedlung.